# 中庄七角井
23°34′29″N 120°14′35″E / 23.574643°N 120.243090°E
中庄七角井，位於臺灣雲林縣水林鄉水北村，與同鄉的車港七角井皆是七角形的水井。

## 外觀
截至2020年報導時，臺灣有三口外觀為七角形、工法相似的古井，分別位於台南市赤崁樓文化園區、雲林縣水林鄉水北村與車港村。
其中水北村的七角井，位於水林通天府後方的柯姓民宅，深二丈與寬四尺，建材為清水磚的方塊壁磚，內部有凸出的磚塊可讓人從井內爬出。

## 主張

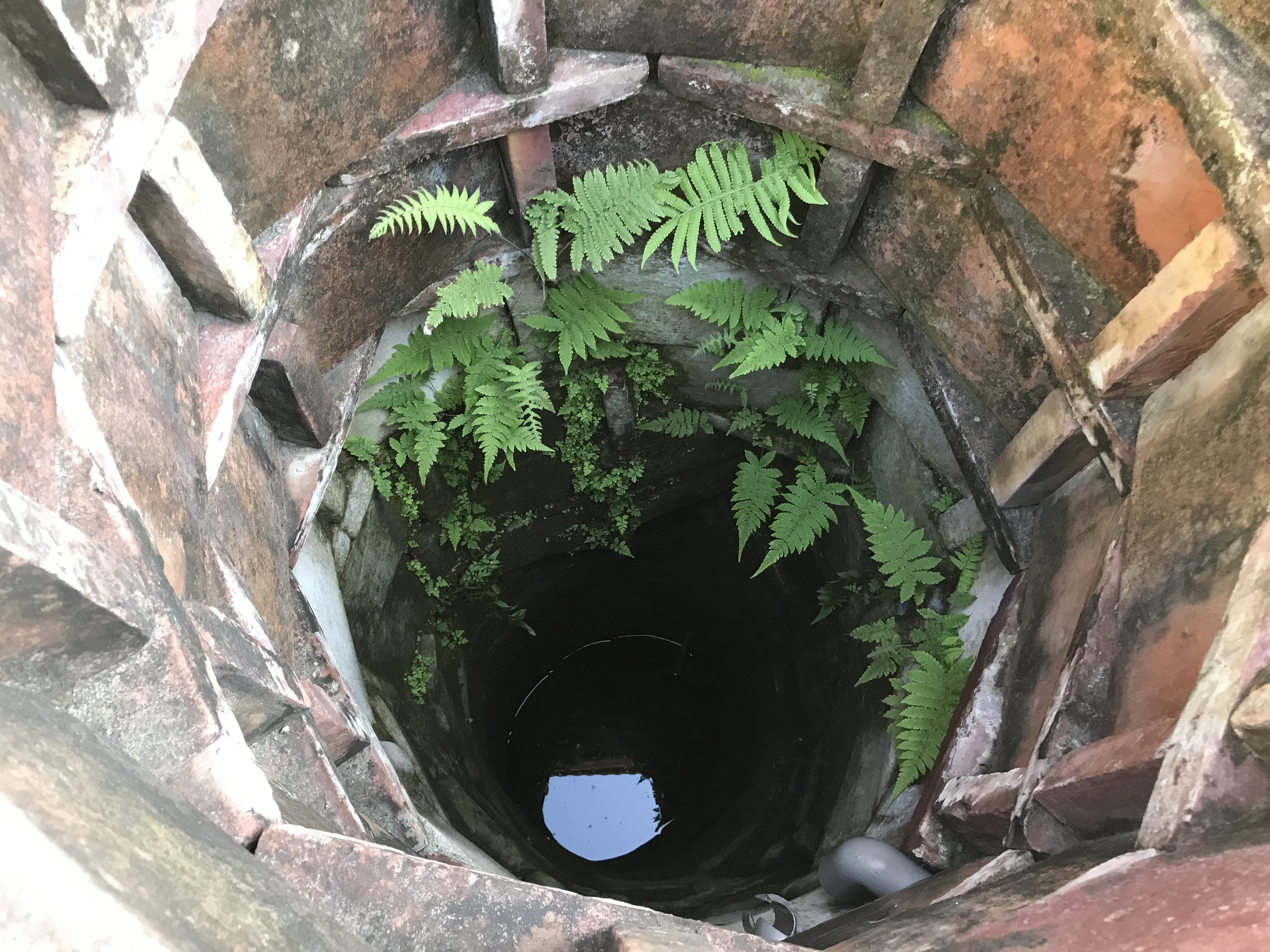
井內

水北村人認為在天啟年間，先人就隨顏思齊移民來此，並帶來水府通天府的溫府千歲香火。當地說法該地的七角井原為世居在此十二代王姓人家的主要水源，因此推估開鑿為臺灣荷蘭統治時期，後該地轉賣給柯姓。村長洪茂仁進一步主張水林鄉的七角井，是顏思齊到牛挑彎溪與北港溪區域時開墾時挖掘。

## 觀光
1999年9月3日，水林鄉舉行文化建設會議並實勘鄉內七角井後，最後決定成立水林文史工作室，由洪茂仁為召集人。11月13日，水北村笨港文教基金會合作舉行鄉土歷史嘉年華會，介紹顏思齊的相關遺跡。2000年11月22日，洪茂仁以村內的七角井為造型作路名指標。之後，他就希望能配合七角井，興建一座水林鄉版的顏思齊先生開拓臺灣登陸紀念碑。
2001年3月31日，雲林縣副縣長高孟定前往水林鄉巡視，就由洪茂仁帶領參觀七角井。當時高孟定當場指示如果井水符合飲用標準將更具觀光價值，但環保局採樣送至自來水公司第五營業處檢驗室化驗後，發現其中所含水質硬度超出標準一倍、含砷量恰好是安全標準值上限、會造成藍嬰症候群的硝酸鹽氮更是約為標準值兩倍。5月27日，日本學者三尾裕子到北港朝天宮參加媽祖信仰研討會。洪茂仁也協助三尾裕子考察七角井等。
2002年，文建會補助新台幣290萬元作水林鄉先民文化遺址公共空間美化工程，洪茂仁就第一階段以水北村的七角井為主軸，開闢成小型公園。經4個多月施工之後，同年10月末以「中庄七角井」之名完工。
魏德聖為《臺灣三部曲》尋景時，2018年7月27日在雲林科技工業區廠協會理事長蘇振毅、縣建設處長蘇孔志、水林鄉長陳怡帆盤同下、水北村長洪茂仁，來中庄七角井等踏查。